# Tippu Tip
Tippu Tip, właściwie Hammad ibn Muhammad ibn Dżum’a ibn Radżab ibn Muhammad ibn Sa’id al-Murdżbi (arab. ‏حمد بن محمد بن جمعة بن رجب بن محمد بن سعيد المرجبي‎, ur. ok. 1837, zm. 14 czerwca 1905) – afro-omański handlarz niewolników i kości słoniowej. Pracował dla kolejnych władców Zanzibaru oraz Omanu, a następnie sam został sułtanem Uterery — krótkotrwałego, handlowego państwa w Kasongo, rządzonego przez niego samego i jego syna Sefu.
Tippu Tip początkowo dostarczał niewolników na plantacje goździków na Zanzibarze. W ramach tego procederu poprowadził wiele wypraw handlowych do Afryki Środkowej, budując dochodowe punkty handlowe w głębi regionu kotliny Kongo i stał się w ten sposób najbardziej znanym handlarzem niewolników w Afryce.
Jego przydomek pochodził od dźwięku brzęczących przy poruszaniu się pistoletów u jego boku lub od wyrażenia "gromadziciel bogactwa" w jednym z afrykańskich języków.